# Lancelin de Laval
Pour les articles homonymes, voir Lancelin.
Lancelin de Laval est un écrivain français du XVIIIe siècle, originaire de Laval.

## Biographie
Il est un traducteur libre du Paradis reconquis de John Milton, et de La Callipédie de Claude Quillet. Il est l'auteur d'un livre très rare cité par Jules Gay dans la Bibliographie des ouvrages relatifs à l'amour, aux femmes, ..., volume 1, p. 180 : Les Amours de Mahomet.

## Source
« Lancelin de Laval », dans Alphonse-Victor Angot et Ferdinand Gaugain, Dictionnaire historique, topographique et biographique de la Mayenne, Laval, A. Goupil, 1900-1910 [détail des éditions] (BNF 34106789, présentation en ligne)